# Douvres, Ain
Douvres är en kommun i departementet Ain i regionen Auvergne-Rhône-Alpes i östra Frankrike. Kommunen ligger  i kantonen Ambérieu-en-Bugey som ligger i arrondissementet Belley. Kommunens areal är 5,26 km². År 2022 hade Douvres 1 108 invånare.

## Befolkningsutveckling
Antalet invånare i kommunen Douvres
Referens: INSEE